# Delias lemoulti
Delias lemoulti is een vlindersoort uit de familie van de Pieridae (witjes), onderfamilie Pierinae.
Delias lemoulti werd in 1931 beschreven door Talbot.